# مارتا سانشيز
مارتا سانشيز (17 مايو 1973 في كوبا - ) هي لاعبة كرة طائرة كوبا. شاركت في الألعاب الأولمبية الصيفية 2004.

## وصلات خارجية
- مارتا سانشيز على موقع عالم الكرة الطائرة (الإنجليزية)
- مارتا سانشيز على موقع دوري الدرجة الأولى الإيطالي للكرة الطائرة - سيدات (الإيطالية)
- مارتا سانشيز على موقع أوليمبيديا (الإنجليزية)